# Thodupuzha
Thodupuzha (malabar: തൊടുപുഴ) es una ciudad del estado indio de Kerala perteneciente al distrito de Idukki.
En 2011, el municipio que formaba la ciudad tenía una población de 52 045 habitantes, siendo sede de un taluk con una población total de 325 951 habitantes.
Era una localidad de la provincia de Keezhmalainadu hasta el año 1600, cuando en una batalla fue incorporada al principado de Vadakkumkur; en el siglo XVIII, Vadakkumkur fue incorporado a Travancore por Marthanda Varma. La localidad adoptó estatus de municipio en 1978.
Se ubica a orillas del río homónimo, unos 20 km al oeste de la capital distrital Painavu, sobre la carretera 8 que une Muvattupuzha con Punalur.